# Паттигхам
Паттигхам (нем. Pattigham) — община (нем. Gemeinde) в Австрии, в федеральной земле Верхняя Австрия. 
Входит в состав округа Рид-им-Иннкрайс.  Население составляет 804 человека (на 31 декабря 2005 года). Занимает площадь 11 км². Официальный код  —  41221.

## Политическая ситуация
Бургомистр общины — Франц Мозер (АНП) по результатам выборов 2003 года.
Совет представителей общины (нем. Gemeinderat) состоит из 13 мест.
- АНП занимает 7 мест.
- СДПА занимает 5 мест.
- АПС занимает 1 место.